# Leo Penn
Leo Penn (27 de agosto de 1921-5 de septiembre de 1998) fue un actor y director televisivo estadounidense, padre de los actores Sean Penn y Chris Penn y del músico Michael Penn.

## Primeros años
Su nombre completo era Leo Zalman Penn, y nació en Lawrence, Massachusetts. Sus padres eran los inmigrantes rusos Elizabeth Melincoff y Maurice Daniel Penn. 
Penn sirvió como oficial en las Fuerzas Aéreas del Ejército de los Estados Unidos durante la Segunda Guerra Mundial.

## Política
Penn apoyó a los sindicatos de Hollywood y se negó a acusar a terceras personas ante el Comité de Actividades Antiestadounidenses. Por todo ello fue incluido en la lista negra de Hollywood, y Paramount Pictures no le renovó su contrato. El resultado fue que Penn se vio incapaz de encontrar trabajo como actor cinematográfico. Sí pudo actuar en la televisión, pero la CBS le relegó al recibir una acusación anónima en la que se afirmaba que él había participado en un mitin. Finalmente, al serle imposible trabajar como actor, Penn se dedicó a la dirección.

## Carrera
En 1954 Penn ganó el Premio Theatre World por su actuación en la obra The Girl on the Via Flaminia. Posteriormente trabajaría como director en programas televisivos como Star Trek, I Spy, Starsky y Hutch, Custer, St. Elsewhere, Kojak, Cagney & Lacey, Columbo, Trapper John, M.D. y Father Murphy. Más adelante Penn retomaría su carrera interpretativa. Así, el 3 de marzo de 1961 actuó junto a Peter Falk y Joyce Van Patten en el episodio "Cold Turkey" de la serie de la ABC The Law and Mr. Jones, protagonizada por James Whitmore. En esa misma época trabajó en la sitcom de Pat O'Brien para la ABC Harrigan and Son.
En la temporada televisiva de 1961-1962 Penn interpretó a Jerry Green en la sitcom de Gertrude Berg para la CBS Mrs. G. Goes to College, y en 1983 fue nominado al Premio Emmy a la mejor dirección de una serie dramática por The Mississippi.

## Vida personal
Su primer matrimonio, con Olive Deering, se disolvió en 1952. En 1957 se volvió a casar, esta vez con la también actriz Eileen Ryan, con la que tuvo sus tres hijos, Michael Penn, Sean Penn y Chris Penn. 
Leo Penn falleció en 1998 a causa de un cáncer de pulmón a los 77 años, en Santa Mónica, California. Fue enterrado en el Cementerio de Holy Cross, en Culver City, California.